# Gorica (Puconci)

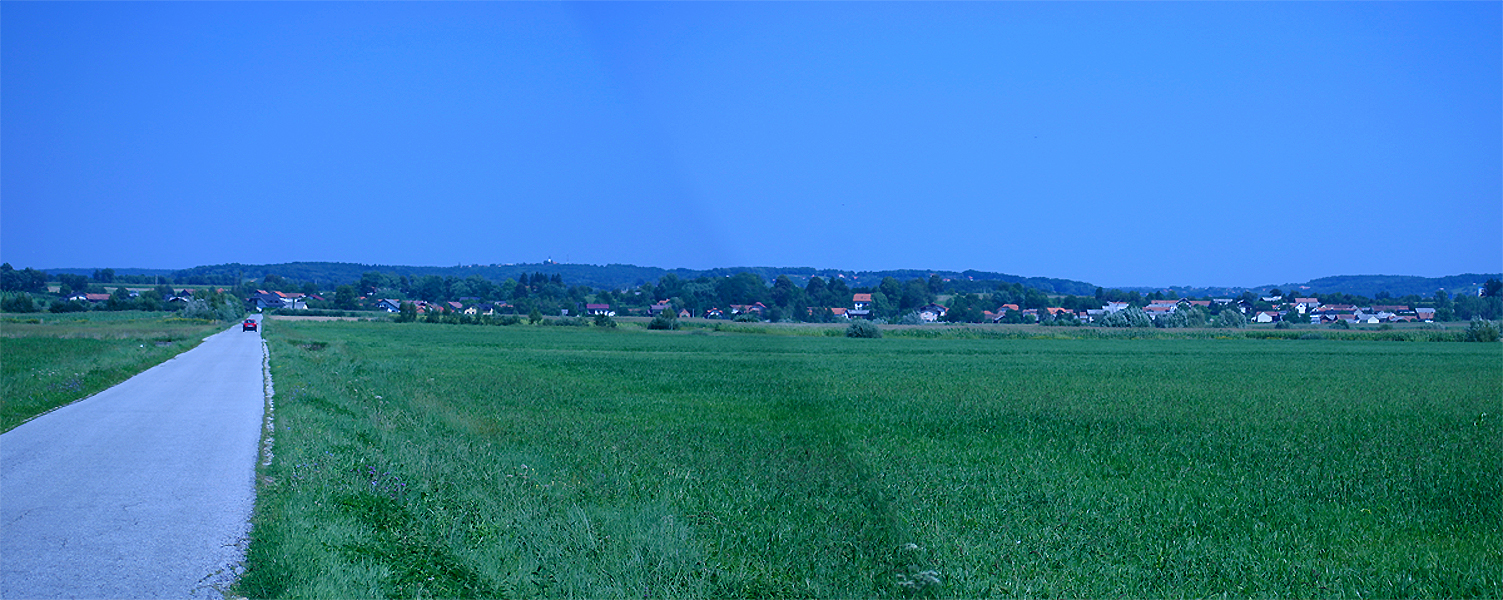
Gorica

Gorica (ungarisch Halmosfő, deutsch Goritz) ist ein Haufendorf in der Gemeinde Puconci in Slowenien.

## Lage
Gorica liegt in der Region Ravensko im Nordosten Sloweniens und grenzt an die Ortschaften Puconci, Vaneča, Šalamenci, Predanovci und Polana. Die nächste größere Stadt Murska Sobota liegt sechs Kilometer südlich des Dorfes entfernt.

## Geschichte

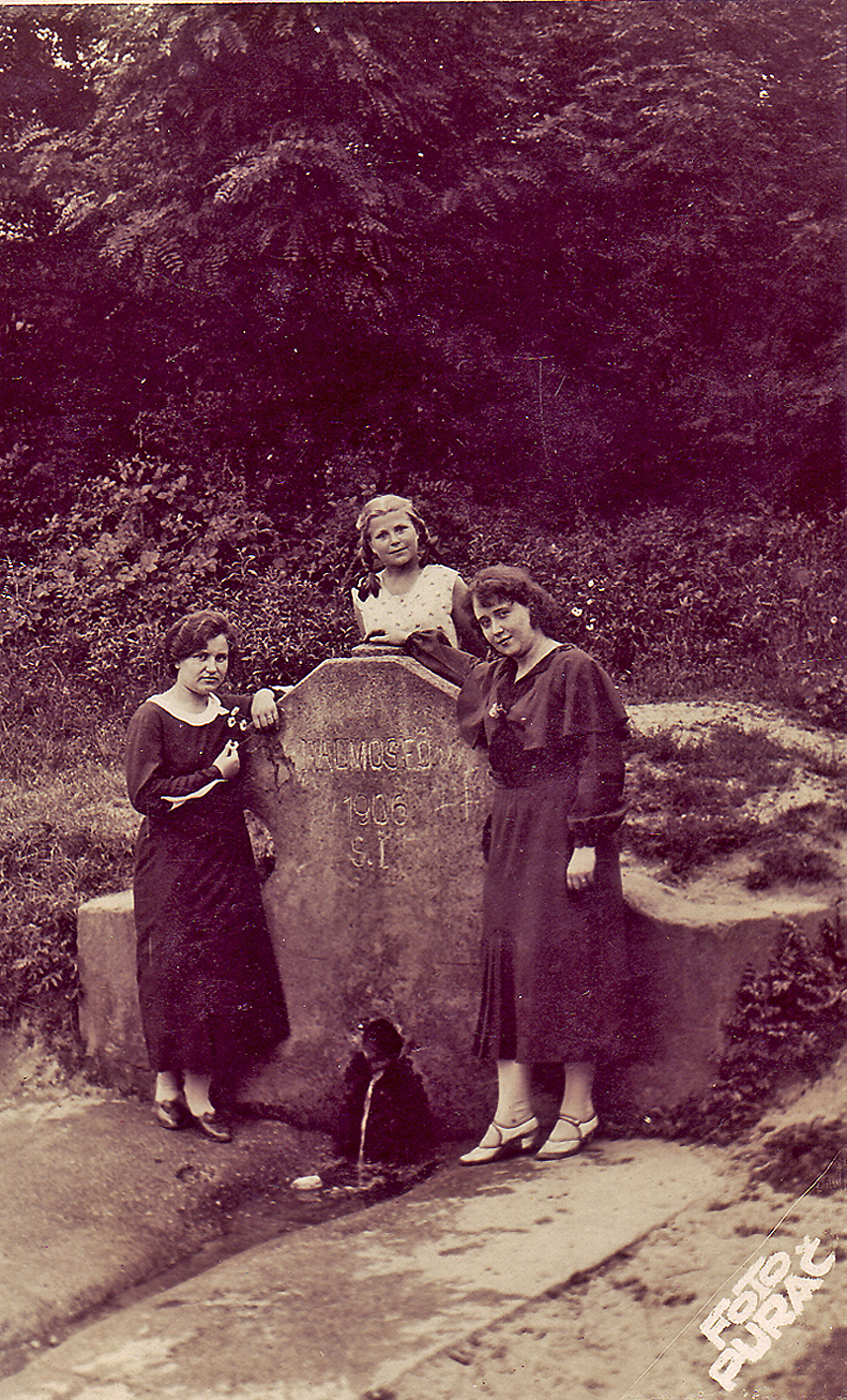
Mlaka - Halmosfö 1906

Der Name Gorica erscheint zum ersten Mal im Jahre 1365 als Guricha und 1366 schließlich als Goricha in dystrictu Sancti Martini (Goricha in der Pfarre des heiligen Martin Martjanci). Quellen erwähnen das Dorf bereits im Jahre 1500, also in der Reformationszeit, in der noch der Großteil der Bevölkerung evangelisch war. Heute leben im Dorf Katholiken, Lutheraner und Pfingstler. Im Jahre 1698 hatte Goricza 70 Bewohner.
Es wird vermutet, dass der Name des Dorfes ursprünglich von den umgebenden Weinbergen abgeleitet wurde.

## Quelle im Ort
In der Mitte des Dorfes gibt es eine natürliche Wasserquelle. Von hier aus wurde das Wasser durch hölzerne Rohre in die Burg in Murska Sobota geleitet. Auf der Fotografie ist die betonierte Fassung einer Quelle dargestellt. Über dem Rohr steht auf Ungarisch: Halmosfö 1906, Übersetzung: Gorica 1906.